# Alex Ribeiro
 Alex Ribeiro  (7 de novembre del 1948, Belo Horizonte, Brasil) va ser un pilot de curses automobilístiques brasiler que va arribar a disputar curses de Fórmula 1.

## A la F1
Alex Ribeiro va debutar a la F1 a la quinzena i penúltima cursa de la temporada 1976 (la 27a temporada de la història) del campionat del món de la Fórmula 1, disputant el 10 d'octubre del 1976 el G.P. dels Estats Units al circuit de Watkins Glen.
Va participar en un total de vint curses puntuables pel campionat de la F1, disputades en tres temporades no consecutives (1976-1977 i 1979) aconseguint una vuitena posició com millor classificació en una cursa (en dues ocasions) i no assolí cap punt pel campionat del món de pilots.

## Resultats a la Fórmula 1
| Any  | Equip                  | Xassís     | Motor    | 1       | 2       | 3       | 4         | 5       | 6       | 7       | 8       | 9       | 10      | 11    | 12      | 13     | 14      | 15      | 16    | 17     | Posició | Punts |
| ---- | ---------------------- | ---------- | -------- | ------- | ------- | ------- | --------- | ------- | ------- | ------- | ------- | ------- | ------- | ----- | ------- | ------ | ------- | ------- | ----- | ------ | ------- | ----- |
| 1976 | Hesketh Racing         | Hesketh    | Cosworth | BRA     | SUD     | O.USA   | ESP       | BEL     | MON     | SUE     | FRA     | GBR     | ALE     | AUT   | HOL     | ITA    | CAN     | USA 12  | JAP   |        | -       | 0     |
| 1977 | Hollywood March Racing | March      | Cosworth | ARG Ret | BRA Ret | SUD Ret | O.USA Ret | ESP NVQ | MON NVQ | BEL NVQ | SUE NVQ | FRA NVQ | GBR NVQ | ALE 8 | AUT NVQ | HOL 11 | ITA NVQ | USA 15  | CAN 8 | JAP 12 | -       | 0     |
| 1979 | Fittipaldi Automotive  | Fittipaldi | Cosworth | ARG     | BRA     | SUD     | O.USA     | ESP     | BEL     | MON     | FRA     | GBR     | ALE     | AUT   | HOL     | ITA    | CAN NVQ | USA NVQ |       |        | -       | 0     |

### Resum
| Curses: | Victòries: | Pòdiums: | Poles: | Voltes ràpides: | Punts: |
| ------- | ---------- | -------- | ------ | --------------- | ------ |
| 20 (10) | 0          | 0        | 0      | 0               | 0      |